# Новое (Лиманский район)
Новое (укр. Нове) — село, относится к Лиманскому району Одесской области Украины.
Население по переписи 2001 года составляло 0 человек. Почтовый индекс — 67540. Телефонный код — 4855. Занимает площадь 0,37 км². Код КОАТУУ — 5122783004.

## История
В 1945 г. Указом ПВС УССР хутор Ново-Мангейм переименован в Новый.

## Местный совет
67540, Одесская обл., Лиманский р-н, с. Кремидовка, ул. Грушевского, 56